# Mūneh (ort i Iran)
Mūneh (persiska: موئينِه, مونه, مونيِّه, Mūyneh) är en ort i Iran.   Den ligger i provinsen Kurdistan, i den nordvästra delen av landet, 400 km väster om huvudstaden Teheran. Mūneh ligger 1 478 meter över havet och antalet invånare är 192.
Terrängen runt Mūneh är lite bergig. Runt Mūneh är det ganska tätbefolkat, med 65 invånare per kvadratkilometer. Närmaste större samhälle är Sanandaj, 19,2 km norr om Mūneh. Trakten runt Mūneh består i huvudsak av gräsmarker.